# Pico de Posets
Pico de Posets är en bergstopp i Spanien.   Den ligger i provinsen Provincia de Huesca och regionen Aragonien, i den nordöstra delen av landet, 400 km nordost om huvudstaden Madrid. Toppen på Pico de Posets är 3 371 meter över havet.
Terrängen runt Pico de Posets är huvudsakligen bergig.Runt Pico de Posets är det mycket glesbefolkat, med 6 invånare per kvadratkilometer. Närmaste större samhälle är Benasque, 10,0 km sydost om Pico de Posets. Trakten runt Pico de Posets består i huvudsak av gräsmarker.